# کروتلباخ
کروتلباخ (به آلمانی: Krottelbach) یک شهر در آلمان است که در گلان-مونشوایلر (فرباندسگماینده) واقع شده‌است. کروتلباخ ۷۴۲ نفر جمعیت دارد.